# Општина Даја Романа (Алба)
Даја Романа (рум. Daia Română) општина је у Румунији у округу Алба.
Oпштина се налази на надморској висини од 284 m.